# Jüdischer Friedhof (Niederhochstadt)

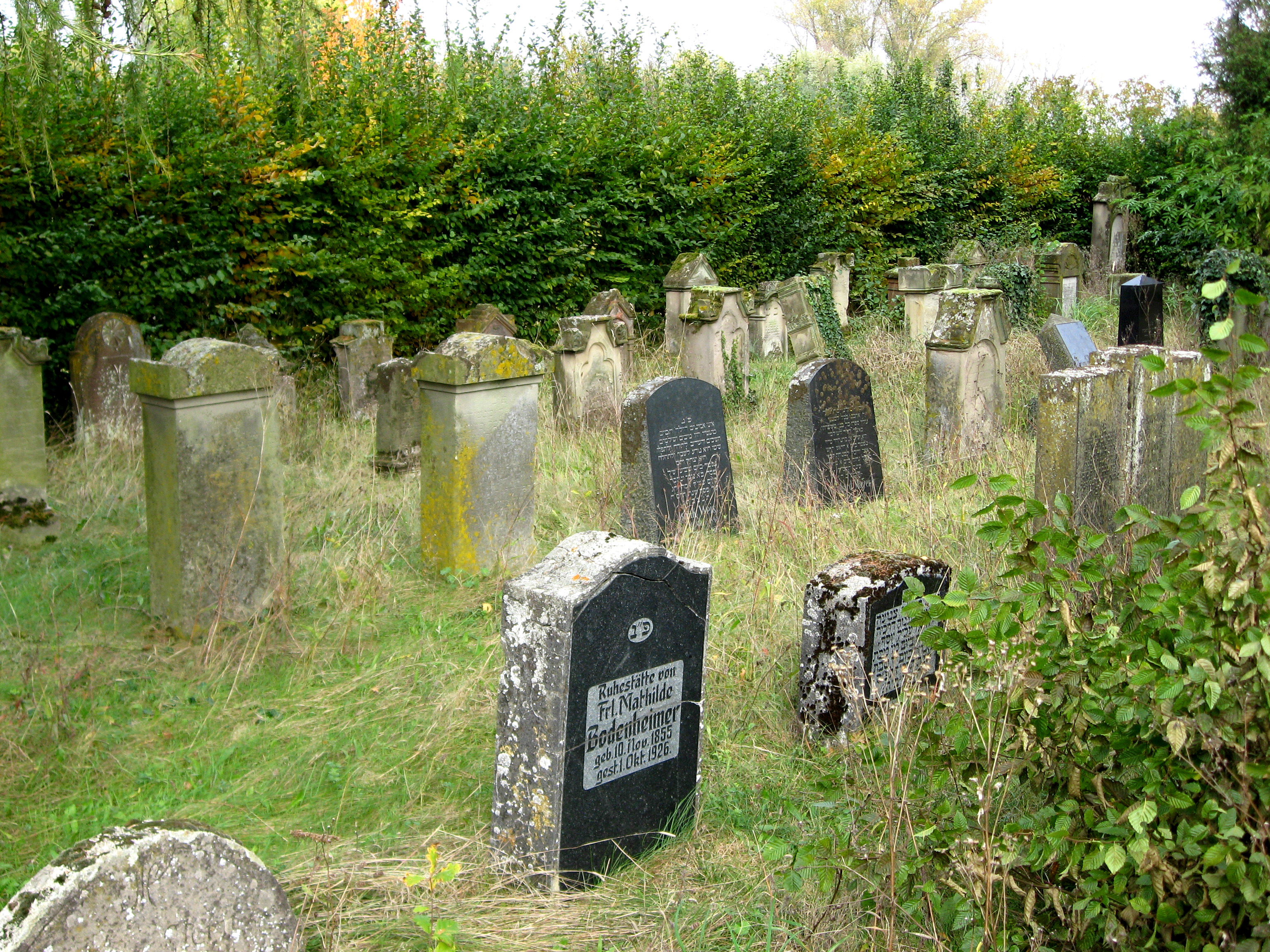
Jüdischer Friedhof in Niederhochstadt

Der jüdische Friedhof in Niederhochstadt, einem Ortsteil der Ortsgemeinde Hochstadt im Landkreis Südliche Weinstraße in Rheinland-Pfalz, wurde 1856 oder 1868 angelegt. Der jüdische Friedhof liegt an der Friedhofstraße neben dem christlichen Friedhof. Er ist ein geschütztes Kulturdenkmal.
Auf dem 600 Quadratmeter großen Friedhof sind heute noch 90 Grabsteine erhalten.